# ヌーハック・プームサワン
ヌーハック・プームサワン（Nouhak Phoumsavanh, 1910年4月9日 - 2008年9月9日）は、ラオスの政治家。第3代ラオス人民民主共和国主席。

## 経歴
シャム（現在のタイ王国）のムックダーハーンに生まれる。ヌーハックの家系はベトナムに起源を持ち、ヌーハックもベトナム人を妻としていた。ヌーハックは1933年に結婚したがその妻とは後に死別し、1944年に再婚した。
1941年頃、ラオス＝ベトナム間の輸送業務に従事し、ベトミンに協力していた。1945年、日本の占領下においてフランスからの独立を宣言したラオスは、日本が降伏して第二次世界大戦が終わると再びフランスの保護国となった。ラオス国内で反仏運動が高まると、ヌーハックはラーオ・イサラ（自由ラオス運動）に参加して独立運動に従事する。ラーオ・イサラのハノイ代表に就任し、その後は東部ラオス抗戦委員会委員長として、ラオス＝ベトナム国境でゲリラ戦を指揮した。路線対立によってラーオ・イサラが分裂し、1950年8月、左派を中心にネーオ・ラーオ・イサラ（ラオス自由戦線）が結成されると、ヌーハックはネーオ・ラーオ・イサラ中央委員会常務委員となり、抗戦政府の経済・財務大臣に任命された。1955年にラオス人民党が結党されたが、ヌーハックはインドシナ共産党員のカイソーン・ポムウィハーンらとともにその発起人に名を連ね、第1回党大会で党中央委員に選出されてカイソーン・ポムウィハーン書記長に次ぐ党内序列第2位となり、ヴィエンチャン市党委員会の書記に就任した。
1958年の国民議会議員補欠選挙において、ネーオ・ラーオ・イサラが改組されて成立したネーオ・ラーオ・ハクサート（ラオス愛国戦線）の一員として、サワンナケート県から立候補したヌーハックは、戦線の指導者であるスパーヌウォンらとともに当選。しかし翌年7月、親米右派のプイ・サナニコーン政権によって逮捕され、スパーヌウォンとともに獄中生活を送る。1960年5月に脱獄し、その後は共産主義勢力パテート・ラーオの指導者の一人としてラオス内戦を戦う。
パテート・ラーオが優勢となった1972年2月、第2回党大会が開かれ、ラオス人民党はラオス人民革命党に改組された。ヌーハックは党政治局員および書記局員に選出されて引き続き党内序列第2位となった。内戦はパテート・ラーオの勝利によって終結し、その結果、1975年12月2日にラオス人民民主共和国が成立した。カイソーン・ポムウィハーンが首相として政権を掌握し、ヌーハックは副首相兼財務大臣に任命されて政権のナンバー2となった。1982年9月20日に実施された内閣改造で財務大臣兼任は解かれたものの、ヌーハックは第一副首相に昇格し、経済を主管した。1986年11月、第4回党大会でチンタナカーン・マイ政策が提唱され、社会主義の枠内での経済の自由化・開放路線が採用されるが、ヌーハックはオーソドックスな社会主義路線を目指しており、大会前には改革提唱者であるカイソーンと路線対立があったと言われている。
1989年、最高人民議会議長に就任。ヌーハックは議長として憲法制定を主導し、1991年8月、最高人民議会第2期第6回会議において共和国初となる憲法が公布された。新憲法では最高人民議会に代わる立法機関として国民議会（国会）が設置されることになっていたが、第2期最高人民議会の任期満了後に国会に改組されることになり、1992年末の総選挙までヌーハックは最高人民議会議長を続投することになった。しかし、1992年11月21日にカイソーン・ポムウィハーン国家主席兼党議長が死去すると、11月25日、後継の国家主席に選出された。高齢であったヌーハックはカムタイ・シーパンドーンに党議長職を委ね、自身は党内序列第2位の政治局員に留まった。1996年3月の第6回党大会で政治局員を退いて党中央委員会顧問となる。1998年2月24日、国家主席を退任して引退。
引退後も地方視察を欠かさず、亡くなる年まで続けた。2008年9月9日、98歳で死去。遺体は荼毘に付された。